# Bernhard Gstrein
Bernhard Gstrein, född 19 september 1965 i Vent, är en österrikisk före detta alpin skidåkare.
Gstrein blev olympisk silvermedaljör i superkombination vid vinterspelen 1988 i Calgary.